# 王韋
王韋（1470年—？年），字欽佩，號南原。應天府江浦縣（今屬南京市）人，南京錦衣衛籍。明朝官員。

## 生平
父王徽，成化年間曾任給事中，有直諫名聲。王韋與顧璘、陳沂並稱“金陵三俊”。又與顧璘、陳沂、朱應登並稱“江東四大家”。弘治十七年（1504年）中式甲子科應天鄉試第三，弘治十八年（1505年）聯捷乙丑科進士，选翰林院庶吉士。正德二年（1507年）十月授南京吏部考功司主事，五年丁父憂，服除，改除南京兵部车驾司主事，历升南京礼部儀制司郎中，十三年十月升河南按察司副使、提调学校，以母亲吴氏年老，乞致仕养亲，随擢官南京太僕寺少卿。因母丧，哀毁卒于家。诗文婉丽有隽味，著《南原集》。子王逢元，亦是诗人。

## 家族
曾祖王嗣宗。父王徽，南京刑科给事中。生母吴氏。具庆下。